# Марија Аланија
Марија од Аланије, рођена као Марта Багратиони (грузијски: მართა) је била византијска царица, супруга царева Михаила VII и Нићифора III.

## Биографија

### Детињство и младост
Марта је била ћерка Баграта IV Грузијског. Рођена је око 1053. године. После свога брата Ђорђа II Грузијског, Марта је имала највише права на грузијски престо. У узрасту од 5 година, Марта је послата у Цариград како би се школовала на византијском двору под покровитељством царице Теодоре (1056). Теодора је убрзо умрла те се Марта вратила у Грузију. Године 1065. Марта се удала за будућег цара Михаила, сина Константина X Дуке. Након што се Михаило 1071. године попео на престо, Марта је постала византијска царица. Ово је један од ретких бракова византијских царева са "варваркама". Уз Михаила, ту су и цар Роман II (959-963) који се оженио Бертом из Италије и Јустинијан II (685-695/705-711) који се оженио Теодором Хазарком.

### Први брак
Михаилова владавина обележена је војним неуспесима у Малој Азији против Селџука и девалвацијом валуте због фискалне политике евнуха Нићифорице. То изазива растуће незадовољство и кулминира 1078. године пучом у коме је Михаило свргнут са престола на који је постављен Нићифор III Вотанијат (1078-1081). Михаило је приморан да се замонаши у манастиру Светог Јована Крститеља, а Марија је отишла у манастир Петрион са сином Константином. Међутим, није се замонашила, очигледно имајући неке планове на царском двору.

### Други брак
Новом цару Нићифору жена је умрла непосредно пред долазак на престо. Он је најавио своју намеру да се поново ожени што ствара велику конкуренцију међу неудатим девојкама у престоници. Главне кандидаткиње биле су Марија и Евдокија Макремволитиса, удовица Константина X Дуке и Романа IV Диогена. Нићифор је Евдокију извео из манастира у намери да је ожени. Међутим, томе се успротивио утицајни цезар Јован Дука који је Нићифора убедио да се ожени женом из иностранства са којом није могао имати сродника. Поред тога, овим браком би Нићифор на своју страну привукао преостале присталице Михаила Дуке.

### Однос са Комнинима
Маријин муж Михаило био је још увек жив тако да је њен брак са новим царем сматран за прељубу од стране цркве. Цезар Јован Дука је наложио свом унуку, протостратору Михаилу, да пронађе свештеника који ће пристати да изврши церемонију. Брак је склопљен 1078. године. Марији је обећано да ће њен син Константин бити одређен за наследника престола, али је Нићифор касније прекршио ово обећање. И поред тога, Нићифор је треторао Марију као праву царицу и доделио јој је велика имања. Њеном брату Ђорђу дао је титулу цезара, резервисану само за цареве сроднике.
Ана Комнина у Алексијади пише да је Марија била незадовољна тиме што је Нићифор одустао од тога да Константин буде проглашен за наследника престола. Због тога је узела учешћа у завери коју је организовао генерал Алексије, а кружиле су гласине да је Алексије Маријин љубавник. Алексије је приморао Нићифора да абдицира 1081. године након чега се сам попео на престо. Тиме је на власт дошла династија Комнина. Алексије је Константина прогласио за наследника престола, а касније је његова ћерка Ана верена за Маријиног сина. Ситуација се променила када се Алексију родио син, будући цар Јован II Комнин (1118-1143). Јованова мајка била је Ирина Дукина. Рођен је 1087. године. Анина веридба је раскинута, а Марија је приморана да се замонаши. Међутим, сведочанство о дугогодишњем Маријином утицају на царском двору је и чињеница да је Константин проглашен за Алексијевог савладара уместо његовог старијег брата Исака. Такође, Марија се старала о одрастању Ане Комнине са којом је била веома блиска. Ана Комнина у Алексијади описује Маријину лепоту.

### Последње године
Након свргнућа Нићифора и периода њеног боравка у манастиру, Марија је живела у палати у Мангану где је створила сопствени двор као мајка савладара. Као монахиња, Марија је наставила да помаже грузијске манастире, поготово Ивирон на Светој Гори. Изградила је самостан Капата у Јерусалиму, заједно са својом мајком. Поседовала је и манастир Хебдомон, гробно место Василија II (976-1025). Такође, Марија је била и покровитељ бројних књижевника, укључујући и Теофилакта Охридског, будућег архиепископа охридског и грузијског неоплатонисту Јована Петриција.
Маријин син Константин умро је 1096. године. Она се коначно преселила у манастир у североисточној Анадолији. Умрла је 1118. године.

## Породично стабло
|  |                           |  |  |  |  |  |  |  |  |  |  |  |  |  |  |  |
|  | 16. Гурген од Грузије     |  |  |  |  |  |  |  |  |  |  |  |  |  |  |  |
|  |                           |  |  |  |  |  |  |  |  |  |  |  |  |  |  |  |
|  |                           |  |  |  |  |  |  |  |  |  |  |  |  |  |  |  |
|  | 8. Баграт III од Грузије  |  |  |  |  |  |  |  |  |  |  |  |  |  |  |  |
|  |                           |  |  |  |  |  |  |  |  |  |  |  |  |  |  |  |
|  |                           |  |  |  |  |  |  |  |  |  |  |  |  |  |  |  |
|  | 17. Гурандукт од Абхазије |  |  |  |  |  |  |  |  |  |  |  |  |  |  |  |
|  |                           |  |  |  |  |  |  |  |  |  |  |  |  |  |  |  |
|  |                           |  |  |  |  |  |  |  |  |  |  |  |  |  |  |  |
|  | 4. Ђорђе I од Грузије     |  |  |  |  |  |  |  |  |  |  |  |  |  |  |  |
|  |                           |  |  |  |  |  |  |  |  |  |  |  |  |  |  |  |
|  |                           |  |  |  |  |  |  |  |  |  |  |  |  |  |  |  |
|  | 9. Марта                  |  |  |  |  |  |  |  |  |  |  |  |  |  |  |  |
|  |                           |  |  |  |  |  |  |  |  |  |  |  |  |  |  |  |
|  |                           |  |  |  |  |  |  |  |  |  |  |  |  |  |  |  |
|  | 2. Баграт IV од Грузије   |  |  |  |  |  |  |  |  |  |  |  |  |  |  |  |
|  |                           |  |  |  |  |  |  |  |  |  |  |  |  |  |  |  |
|  |                           |  |  |  |  |  |  |  |  |  |  |  |  |  |  |  |
|  | 10. Јован-Сенекерим II    |  |  |  |  |  |  |  |  |  |  |  |  |  |  |  |
|  |                           |  |  |  |  |  |  |  |  |  |  |  |  |  |  |  |
|  |                           |  |  |  |  |  |  |  |  |  |  |  |  |  |  |  |
|  | 5. Марија од Васпуракана  |  |  |  |  |  |  |  |  |  |  |  |  |  |  |  |
|  |                           |  |  |  |  |  |  |  |  |  |  |  |  |  |  |  |
|  |                           |  |  |  |  |  |  |  |  |  |  |  |  |  |  |  |
|  | 1. Марија од Аланије      |  |  |  |  |  |  |  |  |  |  |  |  |  |  |  |
|  |                           |  |  |  |  |  |  |  |  |  |  |  |  |  |  |  |
|  |                           |  |  |  |  |  |  |  |  |  |  |  |  |  |  |  |
|  | 3. Борена од Аланије      |  |  |  |  |  |  |  |  |  |  |  |  |  |  |  |
|  |                           |  |  |  |  |  |  |  |  |  |  |  |  |  |  |  |
|  |                           |  |  |  |  |  |  |  |  |  |  |  |  |  |  |  |